# 野澤晁
野澤 晁（のざわ あきら、1914年8月15日ー2000年5月13日）は、広島県出身のサッカー選手、日本代表選手(全日本)。フォワード。野澤正雄は実兄。

## 来歴
広島高等師範附属中学（現広島大学附属高校）から1933年、早稲田大学へ入学。早稲田大学ア式蹴球部で、川本泰三、堀江忠男、加茂健、加茂正五、西邑昌一らと関東大学リーグを四連覇、東京大学ア式蹴球部黄金期後の早稲田大学黄金時代に貢献した。
大学在学中の1934年には日本代表に選出され、第10回極東選手権大会（マニラ）出場。足を痛めていた川本に次ぐフォワードとして全3試合にフル出場。第2戦のフィリピン代表戦では、相手に胸を蹴られて肋骨が折れ、意識を無くすほどの重症を負ったが、逆転の決勝ゴールを叩き込むなど3試合3得点を決めた。
1936年3月に早稲田大学を卒業し、南満州鉄道に入社した。
戦後は中国新聞の系列会社「夕刊ひろしま新聞社」に勤務。サッカーはこの会社でも続けた。

## 所属クラブ
- 広島高師附属中学
- 早稲田大学
- 夕刊ひろしま新聞社

## 代表歴

### 出場大会
- 第10回極東選手権大会(1934)

### 試合数
- 国際Aマッチ 3試合 0得点(1934)

| 日本代表 | 国際Aマッチ | 国際Aマッチ | その他 | その他 | 期間通算 | 期間通算 |
| 年       | 出場        | 得点        | 出場   | 得点   | 出場     | 得点     |
| -------- | ----------- | ----------- | ------ | ------ | -------- | -------- |
| 1934     | 3           | 3           | 0      | 0      | 3        | 3        |
| 通算     | 3           | 3           | 0      | 0      | 3        | 3        |

### 出場
| No. | 開催日         | 開催都市 | スタジアム | 対戦相手           | 結果 | 監督     | 大会       |
| --- | -------------- | -------- | ---------- | ------------------ | ---- | -------- | ---------- |
| 1.  | 1934年05月13日 | マニラ   |            | オランダ領東インド | ●1-7 | 竹腰重丸 | 極東選手権 |
| 2.  | 1934年05月15日 | マニラ   |            | フィリピン         | ○4-3 | 竹腰重丸 | 極東選手権 |
| 3.  | 1934年05月20日 | マニラ   |            | 中華民国           | ●3-4 | 竹腰重丸 | 極東選手権 |

### 得点数
| No. | 開催日         | 開催都市 | スタジアム | 対戦相手   | 結果 | 大会       |
| --- | -------------- | -------- | ---------- | ---------- | ---- | ---------- |
| 1.  | 1934年05月15日 | マニラ   |            | フィリピン | ○4-3 | 極東選手権 |
| 2.  | 1934年05月20日 | マニラ   |            | 中華民国   | ●3-4 | 極東選手権 |
| 3.  | 1934年05月20日 | マニラ   |            | 中華民国   | ●3-4 | 極東選手権 |